# Anthomyia benguellae
Anthomyia benguellae este o specie de muște din genul Anthomyia, familia Anthomyiidae, descrisă de Malloch în anul 1924. Conform Catalogue of Life specia Anthomyia benguellae nu are subspecii cunoscute.